# Esglésies
Esglésies (antigament Chiesa, i avui dia en sard Igrèsias i italià Iglesias) és una ciutat de Sardenya, a la província de Sardenya del Sud. L'any 2006 tenia 27.772 habitants. Es troba a la regió de Sulcis-Iglesiente. Limita amb els municipis de Buggerru, Carbonia, Domusnovas, Fluminimaggiore, Gonnesa, Musei, Narcao, Siliqua, Vallermosa, Villacidro i Villamassargia. És seu episcopal.

## Història
Fou ocupada pels catalans després d'un setge per primer cop el 1324, durant la conquesta aragonesa de Sardenya. En aquest setge hi morí lluitant al costat del seu fill Pere de Queralt i d'Anglesola, i el governador de Sardenya, Berenguer Carròs i Llòria hi va construir el castell de Salvaterra.
Ocupada per Marià IV d'Arborea i després per Brancaleone Doria i Guillem d'Arborea, fou recuperada per l'infant Martí el Jove el 1409. Com a ciutat sota domini català va tenir estatut propi igual que d'altres ciutats de Sardenya. Fou seu d'una seca des Alfons III fins a Pere III. Encara s'hi parlava català al segle xviii, després substituït pel castellà (que li va donar el nom de Iglesias que ha conservat) i pel sard, i al segle xix per l'italià.

## Administració
| Període | Identitat       | Partit        |
| ------- | --------------- | ------------- |
| 2005-   | Pierluigi Carta | Llista Cívica |